# Pierre-Buffière
Pierre-Buffière é uma comuna francesa na região administrativa da Nova Aquitânia, no departamento de Alto Vienne. Estende-se por uma área de 5,75 km². Em 2010 a comuna tinha 1 163 habitantes (densidade: 202,3 hab./km²).